# 紀元前424年
紀元前424年（きげんぜん424ねん）は、ローマ暦の年である。
当時は、「クラッスス、フィデナス、ルティルス、イウルスが護民官に就任した年」として知られていた（もしくは、それほど使われてはいないが、ローマ建国紀元330年）。紀年法として西暦（キリスト紀元）がヨーロッパで広く普及した中世時代初期以降、この年は紀元前424年と表記されるのが一般的となった。

## 他の紀年法
- 干支 : 丁巳
- 日本
  - 皇紀237年
  - 孝昭天皇52年
- 中国
  - 周 - 威烈王2年
  - 秦 - 霊公元年
  - 晋 - 幽公10年
  - 楚 - 簡王8年
  - 斉 - 宣公32年
  - 燕 - 閔公15年
  - 趙 - 桓子元年
  - 魏 - 文侯22年
  - 韓 - 武子元年
- 朝鮮
  - 檀紀1910年
- ベトナム :
- 仏滅紀元 : 121年
- ユダヤ暦 : 3337年 - 3338年

## できごと

### ペルシア帝国
- アケメネス朝ペルシア帝国のクセルクセス2世が、ひと月半あまりの王としての統治の末に、殺された。クセルクセス2世は、アルタクセルクセス1世の側室のひとりであったバビロンのアロギュネ (Alogyne of Babylon) の息子ソグディアノスの命を受けたパルナキュアス (Pharnacyas) とメノスタネス (Pharnacyas) によって、酔っていたところで殺害されたという。

### ギリシア
- ゲラの会談 (Congress of Gela) で、シュラクサイ（シラクサ）の政治家ヘルモクラテスが、シケリア（シチリア）の諸都市を説得し、島内諸都市の間の和平と外部勢力の排除で合意を取り付けた。結果的に、シュラクサイと、島内の親アテナイ諸都市との間に3年間続いていた戦争が終わり、ギリシア系諸都市の支援のために送り込まれていたアテナイ軍は撤退を余儀なくされた。
- アテナイの将軍デモステネスとヒポクラテスは、メガラの奪取を試みたが、ブラシダス率いるスパルタ軍に敗れた。デモステネスは、次いでナウパクトスへ転進し、同地の民主派による革命を支援し、ボイオーティア侵攻への兵を集めた。しかし、デモステネスとヒポクラテスはそれぞれの攻撃で連繋をとることができず、ヒポクラテスはデリオンの戦い (Battle of Delium) でパゴンダス (Pagondas) 率いるテーバイ軍に敗れ、討ち死にしてしまう。この戦いでは、（哲学者として知られる）ソクラテスがアルキビアデスの命を救ったと伝えられている。一方、デモステネスは、シキュオン (Sicyon) を攻撃したが、こちらも敗れた。
- アテナイ軍のメガラ攻撃を退けたブラシダスは、700人の重装歩兵と1,000人のポロポネソス半島からの傭兵を率いて、ボイオーティアとテッサリアを横切り、マケドニア王ペルディッカス2世と合流すべく、カルキディケーへと行軍した。ブラシダスは、ペルディッカス2世の野望の駒として動くことを断り、アカントス (Acanthus)、スタゲイラ (Stagira)、アンピポリス、トロネ (Toroni) といった重要な都市や多数のより小さな町をスパルタの支配下に置いた。エイオン (Eion) への攻撃は、トゥキディデスに率いられたアテナイ軍部隊が到着して、失敗に帰した。
- ブラシダスがアンピポリスを陥れたことは、アテナイにとっては大きな打撃であり、その責任を問われた将軍トゥキディデス（後の歴史家）は追放された。このためトゥキディデスは、ペロポネソス戦争の歴史を冷静に研究し、各地を旅し、より広い範囲の人々、特に、ペロポネソス側（スパルタやその同盟者側）と接触する機会を得た。
- アテナイの将軍ニキアス (Nicias) がペロポネソス半島付近のキュテーラ島（キティラ島）を占領し、ここを拠点としてスパルタ側に繰り返し執拗な攻撃を加えた。

### 演劇
- ソポクレスの悲劇『オイディプス王』が上演された。

### 建築
- アテナイのアクロポリスに、アテーナー・ニーケー神殿（通称「翼のない勝利」の神殿）が完成した。これを設計したのは、アテナイの建築家カリクラテスであった[1]。

## 死去
- アルタクセルクセス1世 - アケメネス朝ペルシア帝国の王。
- クセルクセス2世 - アケメネス朝ペルシア帝国の王。